# 約瑟夫·貝納
約瑟夫·貝納（英語：Joseph Baena，1997年10月2日—），著名演員阿諾·舒華辛力加與女傭米德列·貝納（Mildred Baena）所生的庶子。他亦是一位演員和模特兒，曾參演2024年電影《孤狼救援》。

## 外部連結
- 約瑟夫·貝納在互联网电影资料库（IMDb）上的資料（英文）